# Hillsborough-tragedien
Hillsborough-tragedien var en ulykke på Hillsborough Stadium i Sheffield den 15 april 1989. Ved ulykken omkom 97 fans af Liverpool F.C., og over 750 blev kvæstet. Ulykken skete i forbindelse med en kamp, hvor Liverpool mødte Nottingham Forest F.C. i FA Cup-semifinalen. Over 25.000 Liverpool-fans havde taget turen til Hillsborough Stadium, og kort efter kampens start blev de 96 personer mast ihjel.
Nogle dage efter ulykken skrev The Sun "sandheden" om ulykken, og heraf fremgik det, at nogle af de overlevende Liverpool-fans skulle have bestjålet ligene, have urineret på politibetjente og forstyrret politifolk i at give førstehjælp. Det fremgik af skriverierne, at der var tale om berusede fans. Påstandene mødte omfattende protester fra især Liverpool-borgere, og avisen er i stort omfang blevet boykottet i Liverpool. Påstandene var også i modstrid med beskrivelser i andre medier, hvoraf det fremgik, at Liverpool-fans skulle have hjulpet med at give førstehjælp og i øvrigt have rettet sig efter politiet.
Efter ulykken blev der nedsat en officiel kommission under ledelse af Lord Justice Taylor for at undersøge årsagerne til tragedien. Resultaterne fremgik af Taylorrapporten, der udkom en måned efter ulykken, og her fremgik det, at hovedårsagen til tragedien var utilstrækkelig politikontrol; det fremgik også, at Liverpool-tilhængernes alkoholindtagelse inden kampen havde været med til at forværre situationen, men at det ikke var hovedårsagen til tragedien.
En af konsekvenserne af Hillsborough-tragedien blev, at alle pladser på alle store britiske stadioner skulle være siddepladser.
Et uafhængigt panel, udpeget af regeringen, offentliggjorde en ny rapport om ulykken den 12. september 2012. Rapporten viser, at politiet og myndighederne forsøgte at dække over deres fejl, og at uskyldige Liverpool-fans fejlagtigt havde fået en del af skylden for de 97 dødsfald. Rapporten førte til officielle undskyldninger fra regeringen ved David Cameron, fra oppositionen ved Ed Miliband, fra Sheffield Wednesday FC (der ejer Hillsborough), fra South Yorkshire Police samt fra tidligere chefredaktør ved The Sun, Kelvin McKenzie (for de sensationsprægede og urigtige beskrivelser om ulykken). Undskyldningerne var rettet mod familierne til ofrene for ulykken.
Ulykken er senere blevet mindet på årsdagen i Liverpool samt i varierende grad i fodboldverdenen. Der blev gjort ekstra ud af mindehøjtidelighederne på ti- og tyveåret for ulykken, og i forbindelse med 25-årsdagen besluttede Football Association, at alle kampe i runden lige inden 15. april skulle begynde syv minutter efter normal starttid og indledes med et minuts stilhed. På 25-årsdagen blev der afholdt en stor højtidelighed i Liverpool, hvor blandt andet trænerne for Liverpool og lokalrivalerne Everton F.C. holdt taler.
Den 21. april 2014 blev der også spillet en velgørenhedskamp på Liverpool F.C.'s stadion (Anfield), hvor klublegender spillede mod hinanden - og dette for fyldte tribuner.
Den 26. april 2016 kom juryen i sagen om Hillsborough-tragedien frem til, at de 97 ofre døde som følge af en strafbar handling. Politiet, der var til stede under kampen, er blevet dømt for uagtsomt manddrab. Desuden blev arrangørklubben, Sheffield Wednesday F.C., kritiseret for ikke at have haft styr på afviklingen af kampen, herunder at have undladt at udskyde kampstarten på grund af den store tilskuertilstrømning, og endelig fik redningsfolkene kritik for ikke at have indset katastrofens omfang i tide. Dermed fik Liverpool-tilskuerne oprejsning for de beskyldninger, der gennem årene havde været rettet mod dem for meddelagtighed i tragedien.